# پوسته سیودودن

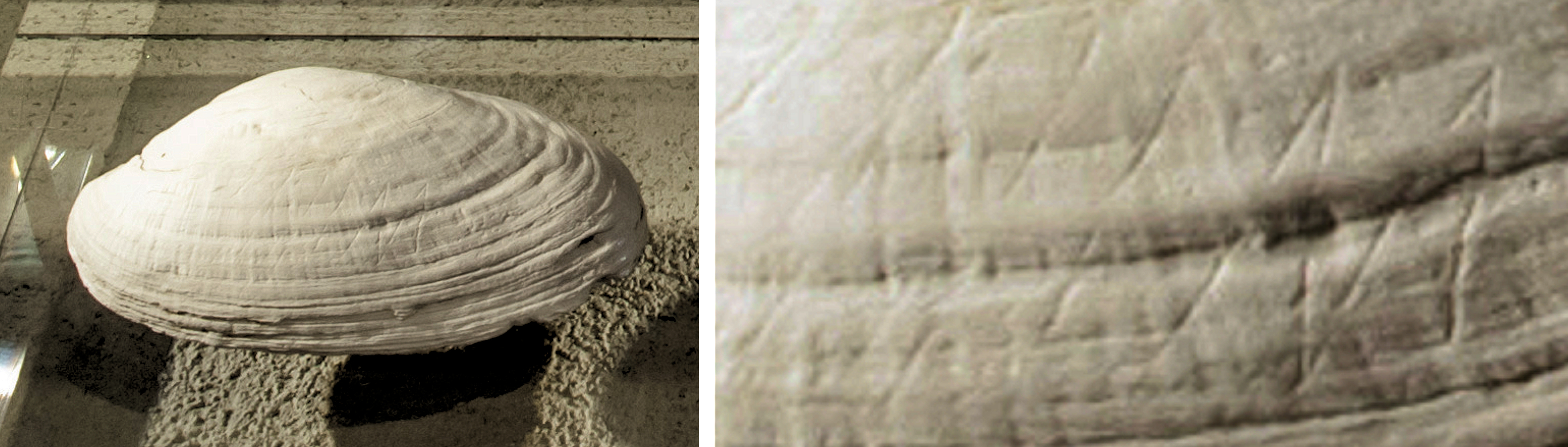
پوسته سیودودن حاوی شیارهایی هنری است که قدمت آنها تا ۵۴۰۰۰۰ سال پیش از امروز بازمی‌گردد و هنر دست انسان راست‌قامت است

پوسته سیودودُن (انگلیسی: Pseudodon shell DUB1006-fL) فسیل صدف دوکفه‌ای آب‌شیرین مربوط به ۵۴۰۰۰۰ تا ۴۳۰۰۰۰ سال پیش از امروز است که در ترینیل جاوه، اندونزی کشف شد. این پوسته دارای حکاکی زیگزاگ است که ظاهراً توسط انسان راست‌قامت ساخته (طراحی) شده‌است و می‌تواند قدیمی‌ترین حکاکی انسان‌زائی شناخته‌شده در جهان باشد. این پوسته بخشی از مجموعه صدف‌های فسیلی آب شیرین است که توسط زمین‌شناس و دیرین‌مردم‌شناس هلندی، اوژن دوبوا در دهه ۱۸۹۰ و از یک لایه پلیستوسن در جاوه کشف شد. این مجموعه به همراه پوسته سیودودن امروزه در مرکز تنوع‌زیستی لیدن هلند قرار دارد. حکاکی هندسی روی این پوسته صدف توسط ژوزفین جوردنز، زیست‌شناس دانشگاه لیدن و همکارانش در سال ۲۰۱۴ کشف شد. تجزیه و تحلیل آنها نشان داد که حکاکی‌ها توسط انسان راست‌قامت و میان ۵۴۰۰۰۰ تا ۴۳۰۰۰۰ سال پیش از امروز ایجاد شده‌اند. تصور اولیه بر این بود که احتمالاً این شیارها توسط دندان کوسه ایجاد شده باشند.
جوردنز اظهار می‌کند که این خراش‌ها به صورت عمدی ایجاد شده بودند و الگوی طرح خطوط، نامنقطع هستند و هیچ‌گونه قطع‌شدگی میان آنها وجود ندارد و این موضوع بیانگر این است که نوعی تفکر انتزاعی در کار خالق این خطوط دیده می‌شود. وی همچنین معتقد است، از آنجایی که قصد و نیت شخصی که حکاکی‌ها را انجام داده‌است مشخص نیست، مشکل می‌توان آنها را در زمره آثار هنری طبقه‌بندی کرد. جوردنز می‌گوید؛ این کار می‌توانسته نوعی اظهار مالکیت نسبت به دارائی شخصی بوده باشد، شاید هم می‌خواسته دوست‌دخترش را تحت تأثیر قرار بدهد یا شاید صرفاً یک بازی ابلهانه با یک شی بوده‌است.